# John Dirks
John Dirks (1917-2010) est un auteur de bande dessinée américain spécialisé dans le comic strip humoristique. 
Fils de Rudolph Dirks, créateur de Pim Pam Poum en 1897, John Dirks assiste son père à partir de 1945 sur The Captain and the Kids , qu'il assure seul de 1958 à l'arrêt de la série par United Feature Syndicate en 1979.
Il se consacre alors à la sculpture.